# シュリー＝シュル＝ロワール
シュリー＝シュル＝ロワール（Sully-sur-Loire）は、フランス中部のサントル＝ヴァル・ド・ロワール地域圏のロワレ県に属するコミューンである。14世紀末に建てられたシュリー＝シュル＝ロワール城は、中世の要塞である。